# ترجمة وثائقية
الترجمة الوثائقية عبارة عن الترجمة التي تعبر عن صورة للتواصل القائم بين المرسل والمتلقي أو كاتب النص الأصلي (المترجَم) وجمهور (المترجم له)، وهو ما يسمى ب‍التفاعل التواصلي.